# Paraphonie (Synthesizer)
Unter Paraphonie versteht man bei der Klangerzeugung in Synthesizern eine vereinfachte Variante der Polyphonie (Mehrstimmigkeit), bei der sich mehrere Stimmen eine gemeinsame Filter- und Verstärkerschaltung teilen.
Ein klassischer, analoger und monophoner Synthesizer mit subtraktiver Synthese erzeugt in der Regel eine Schwingung mithilfe eines oder mehrerer spannungsgesteuerter Oszillatoren (VCO), deren Signale anschließend zur Veränderung der Klangfarbe durch ein spannungsgesteuertes Filter (VCF)  und zwecks Überlagerung einer Hüllkurve durch einen spannungsgesteuerten Verstärker (VCA) gesendet werden. Bei einem vollständig polyphonen analogen Synthesizer wird eine solche Schaltung aus VCO, VCF und VCA für jede einzelne Stimme bereitgestellt. Dies erhöht den Schaltungsaufwand erheblich, was der Grund dafür ist, dass heute vielstimmige Synthesizer oft digital realisiert werden.
Bei manchen analogen Synthesizern kommt hier eine vereinfachte Lösung zum Einsatz, bei der die Oszillatoren zwar über die Tastatur mehrstimmig gespielt werden können, sich aber dennoch einen gemeinsamen VCF und VCA teilen, was die spielerische Freiheit gegenüber der echten Polyphonie einschränkt. Solche Synthesizer werden als „paraphonisch“ oder „paraphon“ bezeichnet. Allerdings verwenden einige Hersteller aus Gründen des Marketings auch oft fälschlich den Begriff „polyphon“.